# Суссейрак-ан-Керсі
Суссейрак-ан-Керсі (фр. Sousceyrac-en-Quercy) — муніципалітет у Франції, у регіоні Окситанія, департамент Лот. Суссейрак-ан-Керсі утворено 1 січня 2016 року шляхом злиття муніципалітетів Кальвіак, Коміак, Лакам-д'Урсе, Ламатіві i Суссейрак. Адміністративним центром муніципалітету є Суссейрак. Населення — 1333 особи (01.01.2021).